# Албиорикс (спътник)
Вижте пояснителната страница за други значения на Албиорикс.
Албиорикс е естествен спътник на Сатурн. Открит е от екип астрономи ръководен от Матю Холман през 2000 г. Дадено му е предварителното означение S/2000 S 11. Използва се още означението Сатурн 26. Носи името на герой от келтската митология, известен още като Тутатис.
Албиорикс е около 26 km в диаметър и орбитата на Сатурн е на средно разстояние 16 402 km, и извършва една орбита за 784,226 дни, под инклинация от 38° към еклиптиката и 33° към екватора на Сатурн, с ексцентрицитет 0,521. Спътникът е най-големият представител на Галската група от неправилни спътници.